# هاتشينسون (دار نشر)
هاتشينسون (بالإنجليزية: Hutchinson)‏ كانت شركة نشر بريطانية تعمل من عام 1887 حتى عام 1985، خضعت لعدة عمليات اندماج. وهي حاليًا بصمة مملوكة لشركة بيرتلسمان.

## التاريخ
أسسها السير جورج هاتشينسون في لندن عام 1887 وأدارها لاحقًا ابنه والتر هاتشينسون (1887–1950). 
في العشرينيات من القرن الماضي، نشر والتر هاتشينسون العديد من «القصص المخيفة» لـ إي. إف. بنسون في مجموعات في عدد من الكتب. كما نشرت الشركة لأول مرة روايات الأستاذ تشالنجر لأرثر كونان دويل وخمس روايات للكاتب الغامض هاري ستيفن كيلر وقصص قصيرة من تأليف إيدن فيلبوتس. في عام 1929، توقف والتر هاتشينسون عن نشر المجلات للتركيز على الكتب. 
في عام 1947، أطلقت الشركة سلسلة كتب مكتبة جامعة هاتشينسون.
في عام 1959، نشرت الدار نسخة الإنجليزية الأولى من عمل كارل بوبر الأكثر شهرة، منطق البحث العلمي.